# Бартлетт, Сай
Сай Бартлетт (10 июля 1900, Николаев — 29 мая 1978, Калифорния) — американский сценарист и продюсер.

## Биография
Саша Баранев родился в 1900 году в Николаеве. В 1904 году иммигрировал с родителями в США. Обосновываясь в Чикаго, он принимает имя Сидни Бартлетт.
Учился в школе журналистики Medill Северо-западного университета. Работал в качестве репортёра газеты до переезда в Голливуд, чтобы стать сценаристом. Его первая работа была зачтена на студии RKO в 1933 году. Он написал 28 сценариев в период с 1933 по 1969 года. В 1950-х годах он заинтересовался производством фильмов, в 1956 году с актёром Грегори Пеком основал Melville Productions.
С 1930 года возросла популярность Бартлетта, его имя появляется в таблоидах в связи с различным скандалами. Он был трижды женат, каждый раз на голливудских актрисах — Алиса Уайт, Эллен Дрю, и Патрисия Оуэнс.
Бартлетт присоединился к армии США во время Второй мировой войны в качестве капитана. С созданием 8-го ВВС в Англии, Бартлетт был переведён туда.
После Второй мировой войны, Бартлетт вернулся в Голливуд и присоединился к 20th Century Fox в качестве писателя.
29 мая 1978 года Сай Бартлетт скончался в Голливуде от рака.

## Фильмография

### Сценарист
- Че! (1969)
- In Enemy Country (1968)
- A Gathering of Eagles (1963)
- Beloved Infidel (1959)
- The Big Country (1958)
- «Suspicion» (1 episode, 1957)
- The Last Command (1955)
- That Lady (1955)
- The Red Beret (1953)
- Вертикальный взлёт (1949)
- Down to the Sea in Ships (1949)
- 13 Rue Madeleine (1947)
- The Princess and the Pirate (1944)
- Two Yanks in Trinidad (1942)
- Bullet Scars (1942)
- Road to Zanzibar (1941)
- Sandy Gets Her Man (1940)
- The Amazing Mr. Williams (1939)
- Cocoanut Grove (1938)
- Sergeant Murphy (1938)
- Danger Patrol (1937)
- The Man Who Cried Wolf (1937)
- Under Your Spell (1936)
- Boulder Dam (1936)
- The Murder of Dr. Harrigan (1936)
- Going Highbrow (1935)
- Kansas City Princess (1934)
- The Big Brain (1933)

### Продюсер
- Che! (1969)
- A Gathering of Eagles (1963)
- Cape Fear (1962)
- The Outsider (1961)
- Pork Chop Hill (1959)
- That Lady (1955)